# 願い/ハイヤーグラウンド
『願い/ハイヤーグラウンド』（ねがい/ハイヤーグラウンド）は、日本のロック・バンド、sumikaのメジャー4枚目、通算9枚目のシングル。2019年12月11日にソニー・ミュージックレコーズより発売された。

## 背景とリリース
前作「イコール/Traveling」から約6ヶ月ぶりのリリース。sumika初となる初回限定盤A、初回限定盤B、通常盤の3形態でリリースされた。
テレビ朝日系 土曜ナイトドラマ『おっさんずラブ-in the sky-』主題歌として書き下ろされた「願い」と、劇場アニメ『僕のヒーローアカデミア THE MOVIE ヒーローズ:ライジング』主題歌として書き下ろされた「ハイヤーグラウンド」が収録された両A面シングルとしてリリース。
初回限定盤Aには2019年10月29日にZepp Tokyoで開催された「sumika Live Tour 2019 -Wonder Bridge-」のライブ音源6曲が収録された特典CDが付属。初回生産限定盤Bは「願い」と「ハイヤーグラウンド」の収録順が入れ替えられ、併せてタイトルも「ハイヤーグラウンド/願い」となり、『僕のヒーローアカデミア』の原画絵4種の特典が封入された。なお、初回生産限定盤A・Bは紙ジャケット仕様で制作された。

## 収録内容

### Disc 1
| 全作詞: 片岡健太、全作曲: 黒田隼之介、全編曲: sumika。 |                                      |           |            |                 |      |
| #                                                      | タイトル                             | 作詞      | 作曲・編曲 | 弦編曲          | 時間 |
| 1.                                                     | 「願い」                             | 片岡健太  | 黒田隼之介 | CHIKA、小川貴之 | 5:14 |
| 2.                                                     | 「ハイヤーグラウンド」               | 片岡健太  | 黒田隼之介 |                 | 3:49 |
| 3.                                                     | 「願い」(Instrumental)               | 片岡健太  | 黒田隼之介 |                 | 5:13 |
| 4.                                                     | 「ハイヤーグラウンド」(Instrumental) | 片岡健太  | 黒田隼之介 |                 | 3:44 |
| 合計時間:                                              | 合計時間:                            | 合計時間: | 18:00      |                 |      |

| #         | タイトル                             | 作詞  | 作曲・編曲 | 時間 |
| --------- | ------------------------------------ | ----- | ---------- | ---- |
| 1.        | 「ハイヤーグラウンド」               |       |            | 3:48 |
| 2.        | 「願い」                             |       |            | 5:15 |
| 3.        | 「ハイヤーグラウンド」(Instrumental) |       |            | 3:49 |
| 4.        | 「願い」(Instrumental)               |       |            | 5:10 |
| 合計時間: | 合計時間:                            | 18:02 |            |      |

### Disc 2
| #         | タイトル      | 作詞  | 作曲・編曲 | 時間 |
| --------- | ------------- | ----- | ---------- | ---- |
| 1.        | 「Lovers」    |       |            | 4:15 |
| 2.        | 「Flower」    |       |            | 3:51 |
| 3.        | 「enn」       |       |            | 3:40 |
| 4.        | 「Traveling」 |       |            | 4:39 |
| 5.        | 「まいった」  |       |            | 5:53 |
| 6.        | 「イコール」  |       |            | 5:35 |
| 合計時間: | 合計時間:     | 27:53 |            |      |

## タイアップ
願い
テレビ朝日系 土曜ナイトドラマ『おっさんずラブ-in the sky-』主題歌（2019年）
ハイヤーグラウンド
東宝配給劇場アニメ『僕のヒーローアカデミア THE MOVIE ヒーローズ:ライジング』主題歌（2019年）